# Diapontia niveovittata
Diapontia niveovittata är en spindelart som beskrevs av Cândido Firmino de Mello-Leitão 1945. 
Diapontia niveovittata ingår i släktet Diapontia och familjen vargspindlar. Inga underarter finns listade i Catalogue of Life.